# Lithophaga antillarum
Lithophaga antillarum är en musselart som först beskrevs av d'Orbigny 1842.  Lithophaga antillarum ingår i släktet Lithophaga och familjen blåmusslor. Inga underarter finns listade i Catalogue of Life.